# كولدووتر (مسيسيبي)
كولدووتر (بالإنجليزية: Coldwater, Mississippi)‏ هي بلدة تقع في Tate بولاية مسيسيبي في الولايات المتحدة. تبلغ مساحتها 6.2 (كم²)، وترتفع عن سطح البحر 76 م، بلغ عدد سكانها 1674 نسمة في عام 2000 حسب إحصاء مكتب تعداد الولايات المتحدة وتصل الكثافة السكانية فيها 272.4 نسمة/كم2.

## التركيبة السكانية
حدّد مكتب تعداد الولايات المتحدة بيانات التركيبة السكانية لكولدووتر في تعداد الولايات المتحدة. في ما يلي، التركيبة السكانية حسب تعدادي 2000 و2010.

### تعداد عام 2000
بلغ عدد سكان كولدووتر 1,674 نسمة بحسب تعداد عام 2000، وبلغ عدد الأسر 598 أسرة وعدد العائلات 430 عائلة مقيمة في البلدة. في حين سجلت الكثافة السكانية 271.8 نسمة لكل كيلومتر مربع (704.0/ميل2). وبلغ عدد الوحدات السكنية 642 وحدة بمتوسط كثافة قدره 104.2 لكل كيلومتر مربع (269.9/ميل2).
وتوزع التركيب العرقي للبلدة بنسبة 29.45% من البيض و69.71% من الأمريكيين الأفارقة و0.06% من الأمريكيين الأصليين و0.12% من الأمريكيين ذوي الأصول الآسيوية و0.66% من عرقين مختلطين أو أكثر و0.42% من الهسبانيون أو اللاتينيون من أي عرق.
بلغ عدد الأسر 598 أسرة كانت نسبة 44.1% منها لديها أطفال تحت سن الثامنة عشر تعيش معهم، وبلغت نسبة الأزواج القاطنين مع بعضهم البعض 39.1% من أصل المجموع الكلي للأسر، ونسبة 28.6% من الأسر كان لديها معيلات من الإناث دون وجود شريك، بينما كانت نسبة 4.2% من الأسر لديها معيلون من الذكور دون وجود شريكة وكانت نسبة 28.1% من غير العائلات. تألفت نسبة 25.1% من أصل جميع الأسر من عدة أفراد يعيشون في نفس المنزل ونسبة 10.4% كانت تتألف من شخص يعيش بمفرده يبلغ من العمر 65 عاماً أو أكثر. وبلغ متوسط حجم الأسرة المعيشية 2.80، أما متوسط حجم العائلات فبلغ 3.35.
بلغ العمر الوسطي للسكان 32.4 عاماً. وكانت نسبة 31.5% من القاطنين تحت سن الثامنة عشر، وكانت نسبة 8% بين الثامنة عشر والرابعة والعشرين عاماً، ونسبة 29% كانت واقعةً في الفئة العمرية ما بين الخامسة والعشرين والرابعة والأربعين عاماً، ونسبة 20.3% كانت ما بين الخامسة والأربعين والرابعة والستين، ونسبة 11.2% كانت ضمن فئة الخامسة والستين عاماً فما فوق. يوجد لكل 100 أنثى 79.8 ذكر، ويوجد لكل 100 أنثى في الثامنة عشر من عمرها فما فوق 72.6 ذكر.
بلغ متوسط دخل الأسرة في البلدة 26,058 دولارًا، أما متوسط دخل العائلة فبلغ 31,364 دولارًا. وكان متوسط دخل الذكور 28,472 دولارًا مقابل 19,444 دولارًا للإناث. وسجل دخل الفرد الخاص بالبلدة 12,330 دولارًا. وكانت نسبة 21.1% من العائلات ونسبة 23.5% من السكان تحت خط الفقر، وكان من هؤلاء نسبة 26.9% تحت سن الثامنة عشر ونسبة 26.7% في الخامسة والستين من العمر وما فوق.

## معرض صور

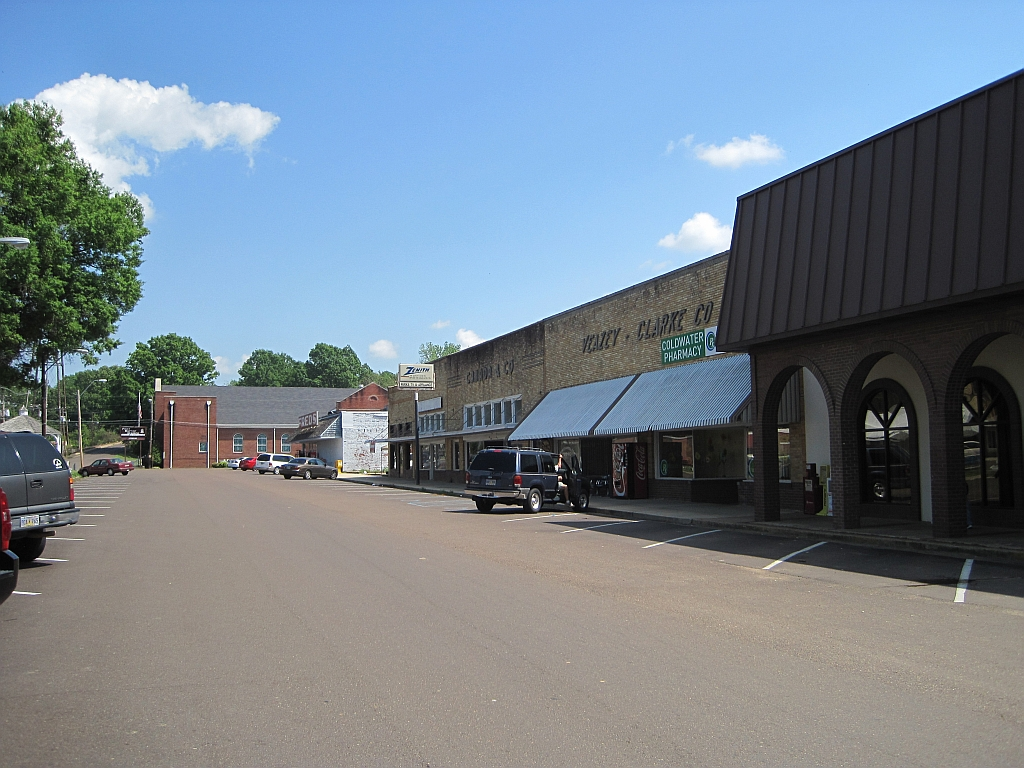
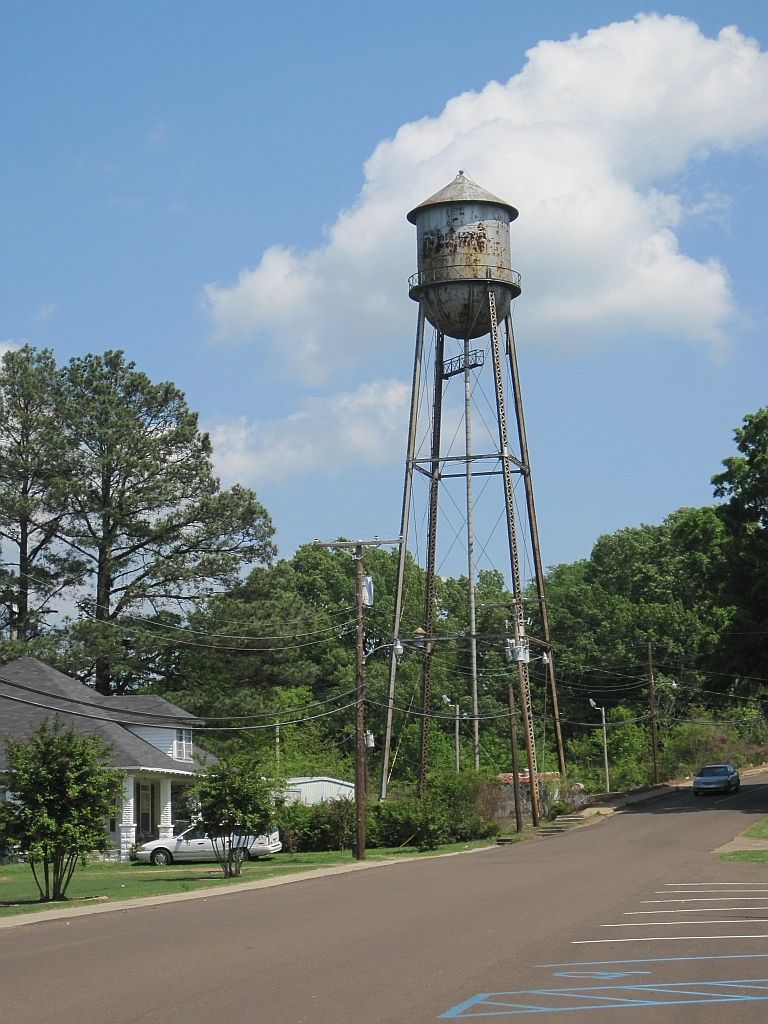
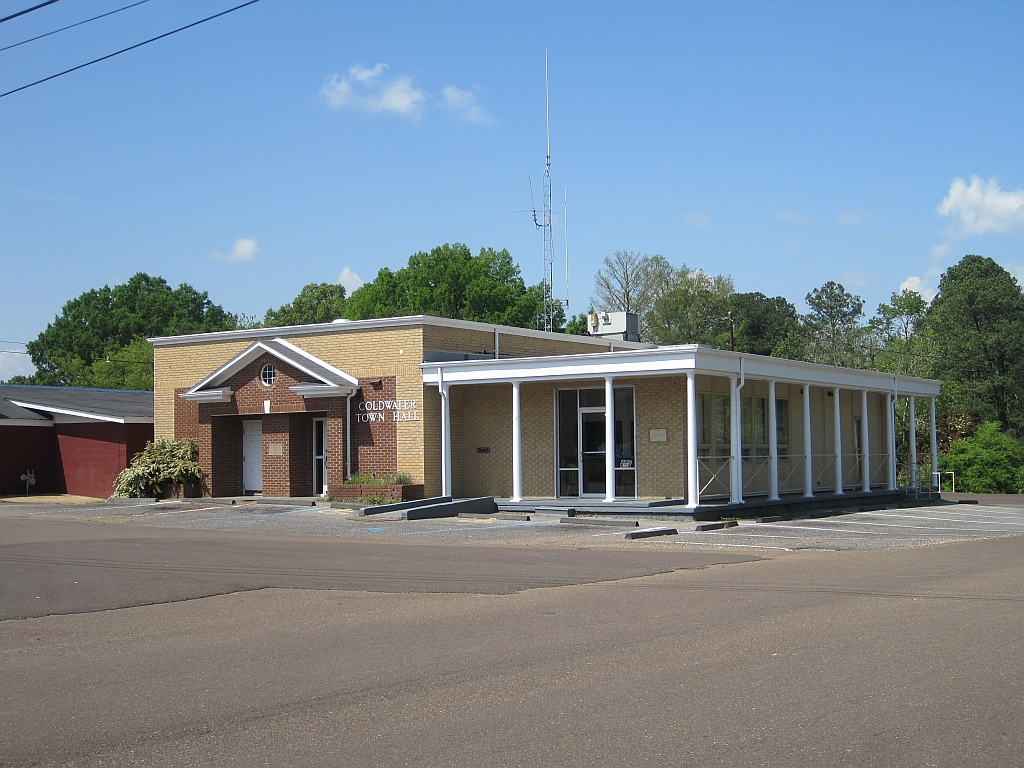
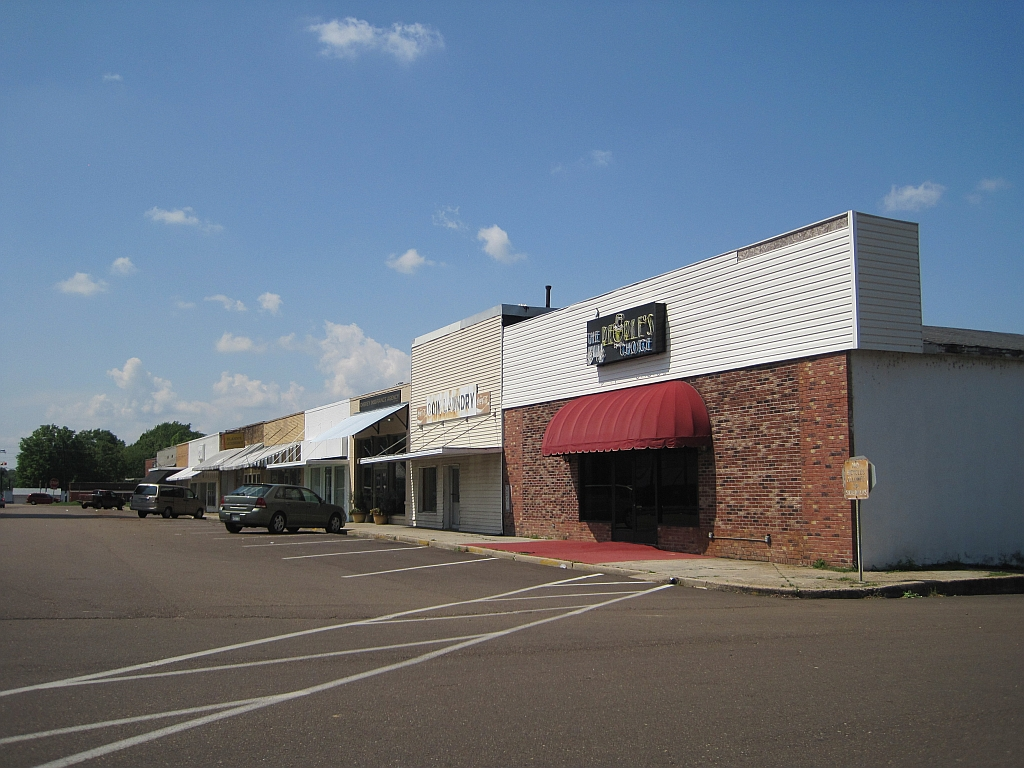
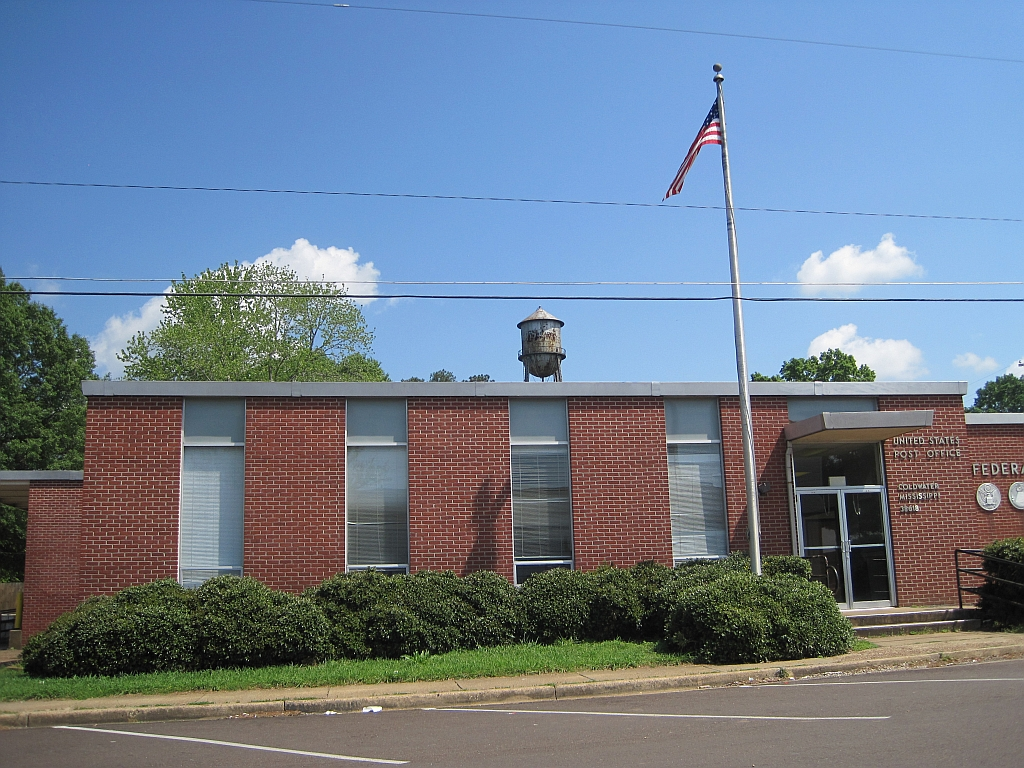
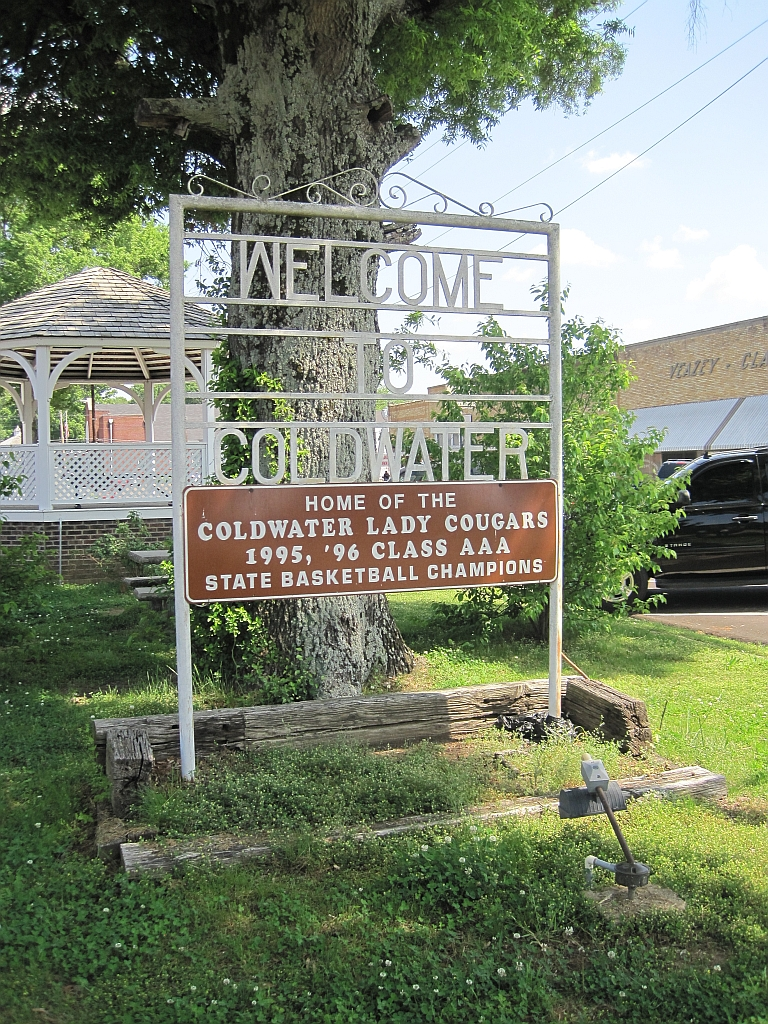

### تعداد عام 2010
بلغ عدد سكان كولدووتر 1,677 نسمة بحسب تعداد عام 2010، وبلغ عدد الأسر 594 أسرة وعدد العائلات 424 عائلة مقيمة في البلدة. في حين سجلت الكثافة السكانية 272.2 نسمة لكل كيلومتر مربع (705.0/ميل2). وبلغ عدد الوحدات السكنية 662 وحدة بمتوسط كثافة قدره 107.5 لكل كيلومتر مربع (278.4/ميل2).
وتوزع التركيب العرقي للبلدة بنسبة 22.42% من البيض و75.67% من الأمريكيين الأفارقة و0.42% من الأمريكيين الأصليين و0.18% من الأمريكيين ذوي الأصول الآسيوية و0.60% من الأعراق الأخرى و0.72% من عرقين مختلطين أو أكثر و1.43% من الهسبانيون أو اللاتينيون من أي عرق.
بلغ عدد الأسر 594 أسرة كانت نسبة 39.1% منها لديها أطفال تحت سن الثامنة عشر تعيش معهم، وبلغت نسبة الأزواج القاطنين مع بعضهم البعض 36.5% من أصل المجموع الكلي للأسر، ونسبة 29.5% من الأسر كان لديها معيلات من الإناث دون وجود شريك، بينما كانت نسبة 5.4% من الأسر لديها معيلون من الذكور دون وجود شريكة وكانت نسبة 28.6% من غير العائلات. تألفت نسبة 25.6% من أصل جميع الأسر من عدة أفراد يعيشون في نفس المنزل ونسبة 8.4% كانت تتألف من شخص يعيش بمفرده يبلغ من العمر 65 عاماً أو أكثر. وبلغ متوسط حجم الأسرة المعيشية 2.82، أما متوسط حجم العائلات فبلغ 3.37.
بلغ العمر الوسطي للسكان 34.4 عاماً. وكانت نسبة 28.2% من القاطنين تحت سن الثامنة عشر، وكانت نسبة 10% بين الثامنة عشر والرابعة والعشرين عاماً، ونسبة 25.3% كانت واقعةً في الفئة العمرية ما بين الخامسة والعشرين والرابعة والأربعين عاماً، ونسبة 26.1% كانت ما بين الخامسة والأربعين والرابعة والستين، ونسبة 10.5% كانت ضمن فئة الخامسة والستين عاماً فما فوق. وتوزع التركيب الجنسي للسكان بنسبة 45.7% ذكور و54.3% إناث.

## أعلام
- دوماس مالون
- كاميرون لورانس
- ميتش يونغ

## وصلات خارجية
- The US50 - Cities and Towns in Mississippi State
- Mississippi Cities and Towns, Facts, Map, Flag, Colleges, Government, and More